# Agregacja łączy

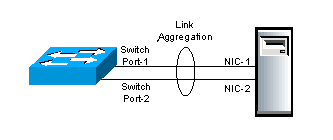
Agregacja łącza pomiędzy przełącznikiem a serwerem

Agregacja łączy (ang. link aggregation) – technika, polegająca na łączeniu przełączników kilkoma połączeniami równocześnie, co pozwala na utworzenie za pomocą wielu fizycznych połączeń jednego połączenia logicznego (wirtualnego kanału) charakteryzującego się większą przepustowością oraz większą niezawodnością.
Agregacja portów to technika łączenia dwóch lub więcej fizycznych interfejsów sieciowych w jeden logiczny link. Dzięki temu można uzyskać:
- Większą przepustowość     (sumowanie przepustowości poszczególnych portów),
- Redundancję (awaria jednego łącza nie     zrywa połączenia),
- Lepsze rozłożenie obciążenia